# Mobilní virtuální privátní síť
Mobilní virtuální privátní síť (mobilní VPN nebo mVPN) poskytuje mobilním zařízením s přístupem do sítě zdroje a aplikace jejich domácích sítí, i když jsou připojené k jiným sítím (drátovým nebo bezdrátovým).
Mobilní VPN jsou používány v prostředích, kde pracovníci potřebují vytvářet spojení kdykoliv během zasedání, pracovní doby. Když se připojují prostřednictvím různých bezdrátových sítí, dochází k výpadkům pokrytí nebo pozastavují činnost zařízení (např. aby šetřili baterii). Konvenční VPN nedokáží zvládnout takovéto úkoly, protože když je přerušen síťový tunel, tak dojde k odpojení, překročení časového limitu, selhání nebo pádu běžící aplikace. Mobilní VPN jsou běžně používány ve veřejné bezpečnosti, práci z domova, v nemocnicích, v oblasti řízení služeb, utilit a dalších průmyslových odvětvích. Proto jsou stále častěji kladně přijímány odborníky na mobilní techniku a tzv. "bílými límečky".

## Porovnání s jinými typy VPN
VPN udržuje ověřené, šifrované spojení pro bezpečný přesun dat pomocí veřejných sítí (typicky Internet.) Další VPN typy jsou IPsec VPN, který je užitečný pro spojení bod-bod kde koncové body v síti jsou známé a nemění se; nebo SSL VPN, které poskytují přístup pomocí webového prohlížeče a jsou obvykle používány pro vzdálenou práci (telekomunikačními pracovníky a obchodními cestujícími).
Tvůrci mobilních VPN dělají rozdíl mezi vzdáleným přístupem a mobilním prostředím. Uživatel používající vzdálený přístup obvykle naváží spojení z pevného koncového bodu, spustí aplikace umístěné ve zdrojích firmy které potřebují a odhlásí se. Oproti tomu v mobilním prostředí se koncový bod stále mění (například, když uživatel přechází mezi různými mobilními sítěmi nebo Wi-fi přístupovými body). Mobilní VPN udržuje virtuální spojení s aplikací vždy, i když se změní koncový bod přes který je připojena a předávání potřebných přihlašovacích údajů probíhá pro uživatele transparentně.

## Funkce mobilní VPN
Toto jsou běžné funkce zařízení s mobilní VPNs
| Funkce                  | Popis |
| ----------------------- | --- |
| Vytrvalost              | Otevřená aplikace zůstane aktivní, spuštěná a funkční, i když se změní nebo přeruší bezdrátové spojení, laptop přejde do stavu hibernace nebo uživatel ručního zařízení přepne zařízení do úsporného režimu a poté ho zase "probudí". |
| Roaming                 | Základní virtuální spojení zůstává zachováno, pokud zařízení přejde do jiné sítě. Mobilní VPN zařízení se automaticky přihlásí do jiné sítě.                                                                                          |
| Aplikační kompatibilita | Aplikace běží v režimu "vždy-připojené" drátové LAN. Když aplikace běží na mobilním zařízení s podporou mobilní VPN, není potřeba jakkoliv měnit její nastavení.                                                                      |
| Bezpečnost              | Vyžadováno ověření uživatele, zařízení nebo obou a je vyžadováno šifrování v souladu s bezpečnostními normami (například FIPS 140-2).                                                                                                 |
| Akcelerace              | Optimalizované spojení a komprese dat zvyšující výkon bezdrátových sítí, zejména v mobilních sítích, kde může být omezena šířka pásma.                                                                                                |
| Silná autentifikace     | Prosazuje dvou nebo více-úrovňovou autentifikaci použitím kombinace hesla, chytré karty, veřejným klíčem nebo biometrickým zařízením; To vyžadují některé předpisy, zejména, pokud jde o přístup k systémům CJIS v oblasti práva.     |

## Správa mobilní VPN
Některé mobilní VPN nabízí další "mobil-aware", správu a bezpečnostní funkce, takže v IT odděleních mají přehled a kontrolu nad prostředky, které nemusí být v firemních prostorách nebo nejsou připojené k lokální síti.
| Funkce                    | Popis |
| ------------------------- | --- |
| Správa přes konzoli       | Zobrazuje stav zařízení a uživatelů a nabízí možnost karantény zařízení, které mohlo být ztraceno nebo ukradeno.                                                                                         |
| Správa zásad              | Prosazuje přístupovou politiku založenou na provozu v síti, šířce pásma připojení, na vlastnostech 3. vrstvy (IP adresa, TCP a UDP, atd.), čase a v některých VPN řízení přístupu jednotlivých aplikací. |
| Kvalita služeb (QoS)      | Určuje prioritu různých aplikací nebo služeb které soupeří o dostupnou šířku bezdrátového pásma, to je důležité pro zajištění dodávek dat pro kritické aplikace, streaming médií nebo VoIP.              |
| Kontrola přístupu do sítě | Hodnotí stav oprav, anti-viru, anti-spyware ochrany a další aspekty "zdraví" zařízení před povolením připojení. Volitelně může integrovat automatickou nápravu zařízení.                                 |
| Mobilní analýza           | Poskytuje správci přehled o využití bezdrátové sítě a zařízení. |
| Notifications             | Upozornění správce na bezpečnostní rizika a problémy se spojením, které mají vliv na uživatele pomocí SMTP, SNMP nebo syslog                                                                             |

## Mobilní VPN průmysl a aplikace
Mobilní VPN našli uplatnění v mnoha odvětvích průmyslu, kde poskytují mobilní přístup zaměstnanců k softwarovým aplikacím.
| Průmysl                      | Pracovníci                                                    | Použití |
| ---------------------------- | ------------------------------------------------------------- | --- |
| Integrovaný záchranný systém | policisté, hasiči, zdravotníci, záchranáři                    | Pomocí počítačů lze zjistit nejbližší "volné" vozidlo, zkontrolovat řidičské oprávnění a registrační značku vozidla, zajistit přístup do intranetu stanice atd. |
| Domácí péče                  | Domácí fyzioterapeuti, domácí asistenti a zaměstnanci hospicu | elektronické zdravotní záznamy, elektronické záznamy o lécích a léčbě, plánovací a účtovací aplikace. |
| Nemocnice a kliniky          | Lékaři, Zdravotní sestry a další zaměstnanci                  | Elektronické zdravotní záznamy, elektronické záznamy o léčbě, system archivace snímků a komunikační systém, rozpisy směn, léky, registrace pacienta, plánování, hospodářství, účtování, účetnictví.                                                                                           |
| Terénní služby               | Terénní technici, opraváři                                    | Oblasti řízení služeb, které mohou zahrnovat řízení vztahů se zákazníky, řízení objednávek práce, odeslání a archivace dat zákaznického servisu, stejně jako databáze zákazníků, požadavky na přístup, a části inventáře, sledování hmotného majetku, objednávání dílů, dokumentace přístupů. |
| Podomní prodej               | Obchodní zástupci                                             | Řízení vztahů se zákazníky, zásoby, plnění objednávek. |
| Utility                      | Terénní technici, revizní a opravárenští technici             | Expedice, plánování práce, řízení objednávek, geografické informačních systémy, údržba, sledování dílů, objednání služby zákazníky, testování a školení. |
| Pojištění                    | Likvidátor pojistných událostí                                | Systémy zaznamenaných požadavků, odhadové aplikace. |

## Mobilní VPN zařízení
Některá prostředí vyžadují zařízení schopné zvládnout "fyzickou zátěž", extrémní výkyvy počasí nebo jiné podmínky, se kterými se můžeme setkat venku nebo v terénu. Někteří výrobci vytvářejí robustní počítače, jako je Panasonic Toughbook nebo Itronix GoBook, notebooky nebo počítače, tablet PC.  Lze také použít různé kapesní počítače a chytré telefony. Operační systémy jsou obvykle na základu Microsoft Windows, včetně speciálních mobilních verzí, jako je Windows CE a Windows Mobile.  Mobilní VPN je dostupná pro chytré telefony Nokia se Symbian OS.

## Mobilní VPN v telekomunikaci
V telekomunikacích je mobilní VPN řešení, které umožňuje zahrnout zaměstnance všech poboček do společné sítě, která obsahuje všechny stolní a mobilní telefony. Používání mobilní VPN je pro interní komunikaci efektivní, protože poskytuje další služby a zaručuje vysokou kvalitu za nízkou cenu.
Použití mVPN ve firmách má následující výhody: 
- Přímé spojení - firemní síť se stává součástí mobilního operátora prostřednictvím přímého připojení
- Soukromý adresný systém - Adresy jednotlivých zařízení jsou přizpůsobeny organizaci společnosti
- Firemní obchodní skupiny - Všechny pobočky a zaměstnanci jsou součástí jedné společné skupiny, která zahrnuje všechny mobilní a stolní telefony
- Zkrácená volba - krátké číslo pro volání každému zaměstnanci.
- Inteligentní přesměrování - snadné přesměrování v rámci skupiny podniků
- Skupiny a podskupiny - několik podskupin lze definovat ve skupině s různými oprávněními
- Kontrola hovorů - může být povoleno nebo zakázáno volat z firemní sítě na některá čísla